# الكواكب (مجلة)
مجلة الكواكب هي مجلة فنية أسبوعية مصرية صدر العدد الأول منها في 28 مارس 1932 وما زالت مستمرة في الصدور حتي الآن.
كانت مجلة الكواكب عند صدورها تنشر ملخصات لأفلام الأسبوع، وأحاديث مع النجوم، ومقالات لرجال السينما، إضافة إلى أخبار الأفلام التي يجرى تصويرها.

## رؤساء تحرير الكواكب
في الفترة ما بين سنة 1932 و1949 لم يعين جرجي زيدان ـ مؤسس دار الهلال ـ رئيس تحرير لمجلة الكواكب، حيث كان إميل وشكري زيدان ـ ابنا جورجي زيدان ـ يقومان بالإشراف على إصدارات الدار .
ومن 1949 حتى 2007 رأس تحرير مجلة «الكواكب»:
- فهيم نجيب 1949
- مجدي فهمي 1959
- سعد الدين توفيق 1962
- رجاء النقاش 1966
- راجي عنايت 1970
- كمال النجمي 1971
- حسن إمام عمر 1981
- حسن شاه 1984
- رجاء النقاش مرة أخرى 1992
- محمود سعد 2002 (استقال عام 2006)
- فوزي إبراهيم 2006 - أكتوبر 2011.
- هشام الصواف أكتوبر 2011 - أغسطس 2012.
- أشرف غريب أغسطس 2012 حتى الآن.

## قضايا فنية أثارتها «الكواكب»

فاتن حمامة علي أحد اغلفة المجلة عام 1959

من القضايا التي أثارتها «الكواكب» على مدار تاريخها صراع زكي طليمات لإنشاء معهد التمثيل، والتحاق الفتيات للدراسة به، وقد احتفت المجلة بالفنانة زوزو حمدي الحكيم ـ أول من تخرجت في المعهد ـ وتصدرت صورتها أحد أعدادها، كان آخرها ما أثير في عدد الكواكب الصادر في 21 أغسطس 2012 حول عدم تحلل جسد العندليب الأسمر عبد الحليم حافظ ورأى أهل الدين والعلم في ذلك.

## وصلات خارجية
- «الكواكب» تحتفل بعيدها الماسي (نسخة محفوظة 05 أكتوبر 2008 على موقع واي باك مشين.)